# Debregeasia squamata
Debregeasia squamata är en nässelväxtart som beskrevs av George King och Joseph Dalton Hooker. Debregeasia squamata ingår i släktet Debregeasia och familjen nässelväxter. Utöver nominatformen finns också underarten D. s. etuberculata.